# 트리가나 항공 267편 추락 사고
트리가나 항공 267편은 2015년 8월 16일 인도네시아 파푸아 주의 센타니 공항에서 이륙한 후 옥시빌로 향하던 항공편이다. 49명의 승객과 5명의 승무원이 타고 있었다.사고난 항공기는 프랑스 ATR사 ATR 42-300기종이고,인도네시아 국내선 트리가나 항공 IL267편 운항하고 있었다. 실종기는 승객과 승무원 54명을 태운 인도네시아 여객기가 16일(현지시간) 파푸아주 상공에서 통신이 두절된 뒤 산에 추락하여 54명 전원 목숨을 잃었다. 트리가나 항공은 소속 여객기들은 기령이 28년 넘은데다 현재 유럽 상공 운항이 금지된 항공사이기도 하다.

## 사고
267편은 2015년 8월 16일 자야푸라의 센타니 공항에서 현지 시간 14시 22분 이륙하였다. 15시 16분에 옥시빌에 도착 예정이였지만, 14시 55분 연락이 두절되었다.